# Cedarville (Maryland)
Cedarville es un lugar designado por el censo ubicado en el condado de Prince George en el estado estadounidense de Maryland. En el Censo de 2010 tenía una población de 717 habitantes y una densidad poblacional de 20,66 personas por km².

## Geografía
Cedarville se encuentra ubicado en las coordenadas 38°39′25″N 76°49′19″O / 38.65694, -76.82194. Según la Oficina del Censo de los Estados Unidos, Cedarville tiene una superficie total de 34.7 km², de la cual 34.4 km² corresponden a tierra firme y (0.87%) 0.3 km² es agua.

## Demografía
Según el censo de 2010, había 717 personas residiendo en Cedarville. La densidad de población era de 20,66 hab./km². De los 717 habitantes, Cedarville estaba compuesto por el 65.83% blancos, el 27.75% eran afroamericanos, el 2.65% eran amerindios, el 1.81% eran asiáticos, el 0% eran isleños del Pacífico, el 0.14% eran de otras razas y el 1.81% pertenecían a dos o más razas. Del total de la población el 0.42% eran hispanos o latinos de cualquier raza.